# Sophie B. Hawkins

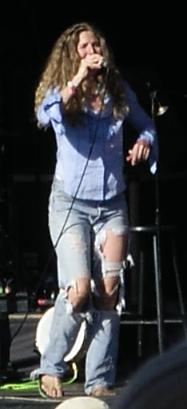
Sophie B. Hawkins (2006)

Sophie Ballantine Hawkins (* 1. November 1964 in New York) ist eine US-amerikanische Sängerin und Songwriterin.

## Leben
Ihr erstes Album Tongues and Tails erschien im April 1992. Es wurde von der Kritik positiv aufgenommen, brachte ihr eine Grammy-Nominierung als Best New Artist ein und war ihr kommerziell erfolgreichstes Album. Die Single Damn I Wish I Was Your Lover erreichte Platz 5 in den US-Charts.
Anfang Juli 1994 veröffentlichte sie Right Beside You, die Vorabsingle ihres zweiten Albums, die in Europa einen ähnlichen Erfolg hatte wie ihr erster Hit. Das zweite Album Whaler kam Ende Juli 1994 heraus. Mit der im Frühjahr 1995 ausgekoppelten Single As I Lay Me Down erreichte sie wiederum die Top Ten der US-amerikanischen Billboard Charts und verblieb damit dort 44 Wochen lang.
Vor der Veröffentlichung ihres dritten Albums Timbre im August 1999 gab es eine Auseinandersetzung mit ihrer Plattenfirma über die Verwendung eines Banjos in dem Song Lose Your Way. Sie vertrieb eine erweiterte Version dieses Albums im Frühjahr 2001 auf ihrem eigenen Label Trumpet Swan Productions. Auch ihr Album Wilderness wurde hier im April 2004 herausgebracht.
Im August 2006 folgte das Live-Doppelalbum Sophie B. Hawkins Live - Bad Kitty Board Mix, welches in Seattle und Sydney entstandene Aufnahmen ihrer letzten Tour durch die USA und Australien enthält.
Im Jahr 2005 erschien das Lied One True Heart, ein Duett mit dem Sänger John Sutherland, für den Film Nussknacker und Mausekönig. Das Lied war nicht als Single erhältlich, findet sich aber auf dem Soundtrack zum Film. Außerdem ist im Bonusmaterial der DVD ein Musikvideo mit Hawkins und Sutherland zu finden.
Sophie B. Hawkins spielt auf ihren Platten und bei ihren Auftritten zahlreiche Instrumente (Gitarren, Keyboards, Piano und Percussion) selbst. Musikalisch beeinflusst ist sie von Rock, Jazz und afrikanischer Musik. Die Texte ihrer Lieder beschäftigen sich mit vielen Schattierungen menschlichen Gefühlslebens, anscheinend oft auch mit Bezügen zur eigenen Biographie wie bei den mehrfachen Anspielungen auf Bisexualität in den Texten zu Timbre. Einen Teil dieser Bezüge beleuchtet der Dokumentarfilm The Cream Will Rise von Gigi Gaston.
Am 17. November 2008 wurde sie Mutter eines Sohnes. Am 7. Juli 2015 gebar sie eine Tochter.
Sophie B. Hawkins engagiert sich auch sozial, insbesondere für Frauenrechte und Tierschutz.

## Diskografie

### Studioalben
| Jahr | Titel             | Höchstplatzierung, Gesamtwochen, AuszeichnungChartplatzierungen (Jahr, Titel, Platzierungen, Wochen, Auszeichnungen, Anmerkungen) | Höchstplatzierung, Gesamtwochen, AuszeichnungChartplatzierungen (Jahr, Titel, Platzierungen, Wochen, Auszeichnungen, Anmerkungen) | Höchstplatzierung, Gesamtwochen, AuszeichnungChartplatzierungen (Jahr, Titel, Platzierungen, Wochen, Auszeichnungen, Anmerkungen) | Höchstplatzierung, Gesamtwochen, AuszeichnungChartplatzierungen (Jahr, Titel, Platzierungen, Wochen, Auszeichnungen, Anmerkungen) | Anmerkungen                          |
| Jahr | Titel             | DE | CH | UK | US | Anmerkungen                          |
| ---- | ----------------- | --- | --- | --- | --- | ------------------------------------ |
| 1992 | Tongues and Tails | DE34 (17 Wo.)DE | CH15 (9 Wo.)CH | UK46 (2 Wo.)UK | US51 Gold · (24 Wo.)US | Erstveröffentlichung: 21. April 1992 |
| 1994 | Whaler            | DE50 (30 Wo.)DE | CH43 (4 Wo.)CH | UK46 (4 Wo.)UK | US65 Gold · (32 Wo.)US | Erstveröffentlichung: 2. August 1994 |
| 1999 | Timbre            | DE87 (2 Wo.)DE | — | — | — | Erstveröffentlichung: 20. Juli 1999  |
| 2004 | Wilderness        | — | — | — | — | Erstveröffentlichung: 20. April 2004 |
| 2012 | The Crossing      | — | — | — | — | Erstveröffentlichung: 19. Juni 2012  |
| 2023 | Free Myself       | — | — | — | — | Erstveröffentlichung: 24. März 2023  |

### Livealben
- 2006: Live: Bad Kitty Board Mix

### Kompilationen
- 2002: The Best of Sophie B. Hawkins

### Singles
| Jahr | Titel Album                                    | Höchstplatzierung, Gesamtwochen, AuszeichnungChartplatzierungen (Jahr, Titel, Album, Platzierungen, Wochen, Auszeichnungen, Anmerkungen) | Höchstplatzierung, Gesamtwochen, AuszeichnungChartplatzierungen (Jahr, Titel, Album, Platzierungen, Wochen, Auszeichnungen, Anmerkungen) | Höchstplatzierung, Gesamtwochen, AuszeichnungChartplatzierungen (Jahr, Titel, Album, Platzierungen, Wochen, Auszeichnungen, Anmerkungen) | Höchstplatzierung, Gesamtwochen, AuszeichnungChartplatzierungen (Jahr, Titel, Album, Platzierungen, Wochen, Auszeichnungen, Anmerkungen) | Anmerkungen                             |
| Jahr | Titel Album                                    | DE | CH | UK | US | Anmerkungen                             |
| ---- | ---------------------------------------------- | --- | --- | --- | --- | --------------------------------------- |
| 1992 | Damn I Wish I Was Your Lover Tongues and Tails | DE15 (21 Wo.)DE | CH11 (11 Wo.)CH | UK14 (9 Wo.)UK | US5 (21 Wo.)US | Erstveröffentlichung: 31. März 1992     |
| 1992 | California Here I Come Tongues and Tails       | DE77 (6 Wo.)DE | — | UK53 (3 Wo.)UK | — | Erstveröffentlichung: 9. Juli 1992      |
| 1992 | I Want You Tongues and Tails                   | — | — | UK49 (2 Wo.)UK | — | Erstveröffentlichung: 22. Oktober 1992  |
| 1994 | Right Beside You Whaler                        | DE17 (28 Wo.)DE | CH8 (13 Wo.)CH | UK13 (12 Wo.)UK | US56 (13 Wo.)US | Erstveröffentlichung: 1. Juli 1994      |
| 1994 | Don’t Don’t Tell Me No Whaler                  | DE69 (10 Wo.)DE | — | UK36 (5 Wo.)UK | — | Erstveröffentlichung: 14. November 1994 |
| 1995 | As I Lay Me Down Whaler                        | DE55 (12 Wo.)DE | — | UK24 (6 Wo.)UK | US6 (44 Wo.)US | Erstveröffentlichung: 1. Februar 1995   |
| 1996 | Only Love (The Ballad Sleeping Beauty) Whaler  | — | — | — | US49 (11 Wo.)US | Erstveröffentlichung: 13. Februar 1996  |

Weitere Singles
- 1995: Did We Not Choose Each Other
- 1999: Lose Your Way
- 2001: Walking in My Blue Jeans
- 2004: Beautiful Girl
- 2004: Walking on Thin Ice
- 2010: The Land, the Sea and the Sky
- 2011: Flying at Half Mast

## Auszeichnungen für Musikverkäufe
| Goldene Schallplatte - Australien - 1992: für die Single Damn I Wish I Was Your Lover - 1995: für die Single As I Lay Me Down | Platin-Schallplatte - Neuseeland - 1996: für das Album Whaler |

Anmerkung: Auszeichnungen in Ländern aus den Charttabellen bzw. Chartboxen sind in ebendiesen zu finden.
| Land/RegionAuszeichnungen für Musikverkäufe (Land/Region, Auszeichnungen, Verkäufe, Quellen) | Gold     | Platin  | Verkäufe  | Quellen         |
| -------------------------------------------------------------------------------------------- | -------- | ------- | --------- | --------------- |
| Australien (ARIA)                                                                            | 2× Gold2 | —       | 70.000    | aria.com.au AU2 |
| Neuseeland (RMNZ)                                                                            | —        | Platin1 | 15.000    | Einzelnachweise |
| Vereinigte Staaten (RIAA)                                                                    | 2× Gold2 | —       | 1.000.000 | riaa.com        |
| Insgesamt                                                                                    | 4× Gold4 | Platin1 |           |                 |

## Auszeichnungen
RSH-Gold
- 1995: in der Kategorie „Kraftrille des Jahres“[5]